# Papilio esperanza
Papilio esperanza är en fjärilsart som beskrevs av Beutelspacher 1975. Papilio esperanza ingår i släktet Papilio och familjen riddarfjärilar. IUCN kategoriserar arten globalt som sårbar. Inga underarter finns listade i Catalogue of Life.